# 소녀혁명 우테나 애덜레슨스 묵시록
《소녀혁명 우테나 애덜레슨스 묵시록》(少女革命ウテナ アドゥレセンス黙示録)는 TV 시리즈 애니메이션 《소녀혁명 우테나》를 기반으로 하는 애니메이션 영화이다. 1999년에 개봉하였으며, 감독은 이쿠하라 쿠니히코이다. 이 작품은 TV시리즈 애니메이션 《소녀혁명 우테나》의 캐릭터를 공유하지만 독자적인 세계관을 가지고 있다.

## 줄거리
오토리 학원에 남장을 한 우테나라는 소녀가 전학을 온다. 우테나가 주리와 미키의 펜싱 대결을 보았을 때, 그녀의 예전 남자 친구인 토가가 거기에 있는 것을 본다. 우테나는 토가를 따라 장미가 자라는 정원에 가고, 짧은 대화를 나눈 뒤, 자신이 남장을 한 이유를 말한다. 우테나는 토가가 반지를 낀 사실을 알아차리고 그것을 결혼 반지라고 생각하지만 토가는 반지가 학원을 찾게 해 줬다고 말한다. 토가가 우테나에게 흰 장미를 남기고 떠난 후, 장미에서 토가의 것과 같은 장미 각인이 새겨진 반지가 나온다. 우테나는 위쪽에서 장미가 떨어진다는 사실을 알아차리고, 거대한 장미 정원이 공중에 있는 것을 발견한다.
장미의 정원에서 우테나는 안시를 만나고, 안시는 자신을 장미의 신부라고 소개한다. 안시의 주인인 사이온지가 나타나 우테나의 반지를 보고는 결투를 신청한다. 안시는 결투를 막으려고 하지만 사이온지는 안시를 때린다. 분노한 우테나는 결투를 받아들이고, 대나무 막대로 사이온지에게 맞선다. 진검을 사용하는 사이온지는 우테나에게 우위를 점하지만 안시가 우테나에게 몸을 던져 키스를 하고, 우테나는 안시의 가슴에서 장미의 검을 꺼내 사이온지를 이긴다.
토가는 시오리와 이상한 만남을 가진다. 그곳에서 시오리는 자신의 어린 시절 왕자가 어떻게 한 소녀 때문에 죽었는지에 대해서 이야기한다. 소녀가 배에서 떨어지자 왕자는 소녀를 구하다 죽었다고. 안시는 한 밤에 우테나와 자기 위해 우테나의 방에 들어오지만, 우테나는 그것을 거부하고, 결투와 장미의 신부에 대해서 묻는다. 안시는 결투에게 이긴 누구와도 잔다고 간단히 대답한다.

## 스탭
- 기획, 원작: 비파파스(Be-PaPas)
- 원안, 감독: 이쿠하라 쿠니히코
- 캐릭터 원안, 오리지널 아트: 사이토 치호
- 시리즈 구성: 에노키도 요지
- 캐릭터 디자인: 하세가와 신야
- 메카닉 디자인: 나가하마 히로시
- 극중 그림: 하루코 기노시타(ハルコキノシタ)
- 작화 감독: 하야시 아케미, 다케노우치 노부유키, 하세가와 신야, 가와시마 케이코(川嶋恵子), 아이자와 마사히로(相澤昌弘)
- 미술 감독: 고바야시 시치로
- 촬영 감독: 나카조 도요미츠
- 음향 감독: 타나카 히데유키
- 음악: 미츠무네 신키치, J. A. 시저, 아마리 히데아토(天利英跡)
- 오리지널 스코어 작곡: J.A. 시저
- 애니메이션 제작: J.C.STAFF
- 제작 협력: 쇼가쿠칸(小学館), 갠지스(ガンジス)
- 플래닝: 오구로 유이치로
- 프로듀서: 마츠쿠라 유지(松倉友二), 모리야마 아쓰시(森山敦)

## 음악
- 삽입곡 1 〈윤무-revolution(輪舞－revolution)〉
  - 노래: 오쿠이 마사미
- 삽입곡 2 〈時に愛は〉
  - 노래: 오쿠이 마사미
- 엔딩 테마 〈약혼자가 되고 싶어 Adolescence Mix(フィアンセになりたい (Adolescence Mix)〉
  - 노래: 오이카와 미츠히로(及川光博)